# Eoophyla dentisigna
Eoophyla dentisigna là một loài bướm đêm trong họ Crambidae.